# James Westerfield
James Westerfield (Nashville, 22 marzo 1913 – Woodland Hills, 20 settembre 1971) è stato un attore statunitense.
Per il cinema conseguì dal 1940 al 1975 più di 50 partecipazioni mentre per il piccolo schermo diede vita a numerosi personaggi in oltre cento produzioni dal 1950 al 1973.

## Biografia
James Westerfield nacque a Nashville, in Tennessee, il 22 marzo 1913. Iniziò a lavorare come attore e produttore in teatro e fece parte di diverse produzioni a Broadway. Ottenne due premi del New York Drama Critics' Circle. Debuttò al cinema agli inizi degli anni quaranta e in televisione agli inizi degli anni cinquanta.
Attore caratterista, si dedicò ad una lunga carriera televisiva dando vita a numerosi personaggi per varie serie, tra cui John Murrel in sette episodi della serie The Travels of Jaimie McPheeters dal 1963 al 1964. Interpretò inoltre numerosi altri personaggi secondari o ruoli da guest star in molti episodi di serie televisive dagli anni cinquanta agli anni settanta, anche con ruoli diversi in più di un episodio, tra cui quattro episodi di Hazel e quattro di Disneyland. Prese parte anche ad un episodio della serie classica di Ai confini della realtà.
La sua carriera per gli schermi cinematografici conta diverse partecipazioni; tra i personaggi a cui diede vita si possono citare Joe London in The Whistle at Eaton Falls del 1951, Big Mac in Fronte del porto del 1954, l'ufficiale Hanson in Geremia, cane e spia del 1959 e Parker in Il Grinta del 1969.
La sua ultima apparizione per la televisione avvenne nel film TV Set This Town on Fire, andato in onda nel 1973, che lo vede nel ruolo di Cark Rickter, mentre per il grande schermo l'ultima interpretazione risale al film Serpente a sonagli del 1975 in cui interpreta John Applebee.
Sposò l'attrice Fay Tracy. Morì per un attacco di cuore a Woodland Hills, in California, il 20 settembre 1971 all'età di cinquantotto anni e fu seppellito al San Fernando Mission Cemetery di Mission Hills.

## Filmografia

### Cinema
- Quelli della Virginia (The Howards of Virginia), regia di Frank Lloyd (1940)
- Highway West (1941)
- The Bashful Bachelor (1942)
- About Face (1942)
- L'orgoglio degli Amberson (The Magnificent Ambersons), regia di Orson Welles (1942)
- L'idolo delle folle (The Pride of the Yankees) (1942)
- Timber! (1942)
- The Spirit of Stanford (1942)
- Around the World (1943)
- Da quando te ne andasti (Since You Went Away), regia di John Cromwell (1944)
- Eroi nell'ombra (O.S.S.) (1946)
- Incatenata (The Chase) (1946)
- Tragico segreto (Undercurrent) (1946)
- La via della morte (Side Street) (1949)
- I milionari a New York (Ma and Pa Kettle Go to Town) (1950)
- Nei bassifondi di Los Angeles (Cry Danger) (1951)
- Il fischio a Eaton Falls (The Whistle at Eaton Falls), regia di Robert Siodmak (1951)
- Fronte del porto (On the Waterfront) (1954)
- Tre ore per uccidere (Three Hours to Kill) (1954)
- Giungla umana (The Human Jungle) (1954)
- Uomini violenti (The Violent Men) (1955)
- Furia indiana (Chief Crazy Horse) (1955)
- Cella 2455 braccio della morte (Cell 2455 Death Row) (1955)
- La tela del ragno (The Cobweb) (1955)
- Duello di spie (The Scarlet Coat) (1955)
- Lucy Gallant (1955)
- Sangue caldo (Man with the Gun) (1955)
- Scialuppe a mare (Away All Boats) (1956)
- Io non sono una spia (Three Brave Men) (1956)
- Jungle Heat (1957)
- Decisione al tramonto (Decision at Sundown) (1957)
- Cowboy (1958)
- L'orgoglioso ribelle (The Proud Rebel) (1958)
- Il boia (The Hangman) (1959)
- Geremia, cane e spia (The Shaggy Dog) (1959)
- Duello alla pistola (The Gunfight at Dodge City) (1959)
- Fango sulle stelle (Wild River) (1960)
- I quattro disperati (The Plunderers) (1960)
- Un professore fra le nuvole (The Absent-Minded Professor) (1961)
- Homicidal (1961)
- L'uomo di Alcatraz (Birdman of Alcatraz) (1962)
- Professore a tuttogas (Son of Flubber) (1963)
- Lo sport preferito dall'uomo (Man's Favorite Sport?) (1964)
- Sexy building - bikini beach (Bikini Beach) (1964)
- I 4 figli di Katie Elder (The Sons of Katie Elder) (1965)
- Quello strano sentimento (That Funny Feeling) (1965)
- Alle donne piace ladro (Dead Heat on a Merry-Go-Round) (1966)
- Quando l'alba si tinge di rosso (A Man Called Gannon) (1968)
- Due occhi di ghiaccio (Blue) (1968)
- Impiccalo più in alto (Hang 'Em High) (1968)
- Smith! (1969)
- Il Grinta (True Grit), regia di Henry Hathaway (1969)
- The Love God? (1969)
- Serpente a sonagli (Arde baby, arde) (1975)

### Televisione
- The King's Author – film TV (1952)
- Danger – serie TV, 3 episodi (1950-1953)
- The Philco Television Playhouse – serie TV, 4 episodi (1951-1953)
- Studio One – serie TV, 2 episodi (1951-1958)
- The Gulf Playhouse – serie TV, 2 episodi (1952-1953)
- Inner Sanctum – serie TV, un episodio (1954)
- Il cavaliere solitario (The Lone Ranger) – serie TV, un episodio (1954)
- Gunsmoke – serie TV, 4 episodi (1955-1969)
- The Adventures of Falcon – serie TV, un episodio (1955)
- Indian Agent – film TV (1955)
- The United States Steel Hour – serie TV, un episodio (1955)
- Goodyear Television Playhouse – serie TV, un episodio (1955)
- Frontier – serie TV, un episodio (1955)
- Scienza e fantasia (Science Fiction Theatre) – serie TV, episodio 1x23 (1955)
- The 20th Century-Fox Hour – serie TV, episodio 1x03 (1955)
- I racconti del West (Zane Grey Theater) – serie TV, un episodio (1956)
- Perry Mason – serie TV, 2 episodi (1957-1961)
- Climax! – serie TV, episodio 3x22 (1957)
- Crossroads – serie TV, un episodio (1957)
- Kraft Television Theatre – serie TV, un episodio (1957)
- Carovane verso il west (Wagon Train) – serie TV, un episodio (1957)
- Telephone Time – serie TV, un episodio (1957)
- Matinee Theatre – serie TV, un episodio (1957)
- Playhouse 90 – serie TV, 2 episodi (1958-1959)
- Westinghouse Desilu Playhouse – serie TV, 3 episodi (1958-1959)
- Alfred Hitchcock presenta (Alfred Hitchcock Presents) – serie TV, 2 episodi (1958-1960)
- The Walter Winchell File – serie TV, un episodio (1958)
- The Californians – serie TV, un episodio (1958)
- The Adventures of Jim Bowie – serie TV, 2 episodi (1958)
- Trackdown – serie TV, un episodio (1958)
- State Trooper – serie TV, un episodio (1958)
- Jane Wyman Presents The Fireside Theatre – serie TV, un episodio (1958)
- General Electric Theater – serie TV, episodi 7x02-10x02 (1958-1961)
- Mike Hammer – serie TV, 2 episodi (1958)
- The Texan – serie TV, episodio 1x07 (1958)
- Bat Masterson – serie TV, un episodio (1958)
- Man with a Camera – serie TV, un episodio (1958)
- Pursuit – serie TV, episodio 1x11 (1958)
- The Rifleman – serie TV, 2 episodi (1959-1960)
- Gli intoccabili (The Untouchables) – serie TV, 2 episodi (1959-1961)
- Maverick – serie TV, 2 episodi (1959-1961)
- Gli uomini della prateria (Rawhide) – serie TV, 2 episodi (1959-1962)
- Disneyland – serie TV, 4 episodi (1959-1970)
- Richard Diamond (Richard Diamond, Private Detective) – serie TV, un episodio (1959)
- FBI contro Al Capone (The Scarface Mob) – film TV (1959)
- The Rough Riders – serie TV, episodio 1x32 (1959)
- Ricercato vivo o morto (Wanted: Dead or Alive) – serie TV, episodio 2x02 (1959)
- The Deputy – serie TV, un episodio (1959)
- Hotel de Paree – serie TV, un episodio (1959)
- The Alaskans – serie TV, episodio 1x05 (1959)
- The Rebel – serie TV, un episodio (1959)
- Tightrope – serie TV, episodio 1x09 (1959)
- Johnny Ringo – serie TV, un episodio (1959)
- The Law and Mr. Jones – serie TV, 2 episodi (1960-1961)
- Bonanza – serie TV, 2 episodi (1960-1970)
- Tombstone Territory – serie TV, un episodio (1960)
- Lo sceriffo indiano (Law of the Plainsman) – serie TV, episodio 1x30 (1960)
- New Comedy Showcase – serie TV, un episodio (1960)
- Thriller – serie TV, episodio 1x08 (1960)
- Laramie – serie TV, un episodio (1961)
- Le grandi fiabe (Shirley Temple's Storybook) – serie TV, un episodio (1961)
- The Tall Man – serie TV, un episodio (1961)
- Ai confini della realtà (The Twilight Zone) – serie TV, episodio 2x19 (1961)
- The Asphalt Jungle – serie TV, un episodio (1961)
- Harrigan and Son – serie TV, un episodio (1961)
- King of Diamonds – serie TV, un episodio (1961)
- Lawman – serie TV, un episodio (1961)
- Straightaway – serie TV, un episodio (1961)
- Tales of Wells Fargo – serie TV, un episodio (1962)
- The Wide Country – serie TV, episodio 1x05 (1962)
- The Travels of Jaimie McPheeters – serie TV, 7 episodi (1963-1964)
- Hazel – serie TV, 4 episodi (1963-1966)
- Going My Way – serie TV, episodio 1x28 (1963)
- Dakota (The Dakotas) – serie TV, episodio 1x17 (1963)
- Daniel Boone – serie TV, 2 episodi (1964-1968)
- La grande avventura (The Great Adventure) – serie TV, episodio 1x18 (1964)
- Lucy Show (The Lucy Show) – serie TV, un episodio (1964)
- The Andy Griffith Show – serie TV, un episodio (1964)
- Profiles in Courage – serie TV, un episodio (1965)
- Insight – serie TV, 2 episodi (1966-1971)
- Scalplock – film TV (1966)
- Kronos - Sfida al passato (The Time Tunnel) – serie TV, episodio 1x03 (1966)
- Lost in Space – serie TV, un episodio (1966)
- La fattoria dei giorni felici (Green Acres) – serie TV, un episodio (1966)
- The Beverly Hillbillies – serie TV, un episodio (1967)
- Al banco della difesa (Judd for the Defense) – serie TV, un episodio (1967)
- Io e i miei tre figli (My Three Sons) – serie TV, episodio 8x22 (1968)
- Sui sentieri del West (The Outcasts) – serie TV, episodio 1x06 (1968)
- Now You See It, Now You Don't – film TV (1968)
- La grande vallata (The Big Valley) – serie TV, un episodio (1968)
- Selvaggio west (The Wild Wild West) – serie TV, episodio 4x21 (1969)
- Mannix – serie TV, un episodio (1969)
- Il virginiano (The Virginian) – serie TV, episodio 8x08 (1969)
- Lassie – serie TV, un episodio (1969)
- The Murdocks and the McClays – film TV (1970)
- The Boy Who Stole the Elephant – film TV (1970)
- The Bill Cosby Show – serie TV, un episodio (1970)
- Vita da strega (Bewitched) – serie TV, un episodio (1970)
- Mayberry R.F.D. – serie TV, un episodio (1971)
- O'Hara, U.S. Treasury – serie TV, un episodio (1971)
- Set This Town on Fire – film TV (1973)